# Skogsnäbbfluga
Skogsnäbbfluga (Rhingia austriaca) är en tvåvingeart som beskrevs av Johann Wilhelm Meigen 1830. I den svenska databasen Dyntaxa används istället namnet Rhingia borealis. Skogsnäbbfluga ingår i släktet näbblomflugor, och familjen blomflugor.
Artens utbredningsområde är Österrike. Arten är reproducerande i Sverige. Inga underarter finns listade i Catalogue of Life.